# Plectrohyla psiloderma
Plectrohyla psiloderma är en groddjursart som beskrevs av James R. McCranie och Wilson 1999. Plectrohyla psiloderma ingår i släktet Plectrohyla och familjen lövgrodor. IUCN kategoriserar arten globalt som starkt hotad. Inga underarter finns listade i Catalogue of Life.